# ایگور (آلبوم)
ایگور (انگلیسی: Igor) پنجمین آلبوم استودیویی رپر و تهیه‌کنندهٔ آمریکایی تایلر، د کریتور است. این آلبوم در ۱۷ مهٔ ۲۰۱۹ از طریق کلمبیا رکوردز منتشر شد. ایگور به‌تنهایی توسط تایلر تهیه شد و در آن پلی‌بوی کارتی، لیل اوزی ورت، سولانج، کانیه وست و جراد کارمایکل حضور دارند. به‌دنبال انتشار پسر گل‌فروش (۲۰۱۷)، این آلبوم عمدتاً در کالیفرنیا ضبط شد و همچنین جلسات ضبط در فاصله سال‌های ۲۰۱۷ تا ۲۰۱۹ در دریاچه کومو، ایتالیا، و آتلانتا برگزار شد.
به عقیدهٔ روزنامه‌نگاران موسیقی، ایگور پایه‌ریزی آوای هیپ هاپ و نئو سول جای‌گرفته در آلبوم پسر گل‌فروش را ادامه می‌دهد. علاوه بر این، آلبوم تأثیراتی از آراندبی و فانک را در خود گنجانده‌است. به گفتهٔ منتقدان، این آلبوم از سینث‌سایزر و آواز مخلوط و آرامی استفاده می‌کند. از لحاظ موضوعی، این آلبوم روایتی از مثلث عشقی میان شخصیتی به‌نام ایگور و معشوقهٔ مرد اوست. این آلبوم کهن‌الگوی ادبی «ایگور» را به‌منظور کشف مضامین مرتبط با عشق، مانند دل‌شکستگی، از دست دادن و حسادت به کار می‌گیرد.
برای کمک به بازاریابی آلبوم، تایلر، تک‌آهنگ «ئرف‌کوییک» را منتشر کرد که به رتبهٔ سیزدهم جدول بیلبورد هات ۱۰۰ ایالات متحده رسید و موفق‌ترین ترانهٔ او در این جدول شد. ایگور در هفتهٔ نخست انتشار ۱۶۵٫۰۰۰ نسخه فروش داشت و به صدر جدول بیلبورد ۲۰۰ ایالات متحده رسید. این نخستین آلبوم نامبروان تایلر در بیلبورد ۲۰۰ بود. این آلبوم با نظرات مثبتی از سوی منتقدان مواجه شد و در فهرست بهترین آلبوم‌های ۲۰۱۹ بسیاری از نشریات قرار گرفت و برندهٔ جایزهٔ بهترین آلبوم رپ در مراسم گرمی ۲۰۲۰ شد.